# Nederlandse euromunten

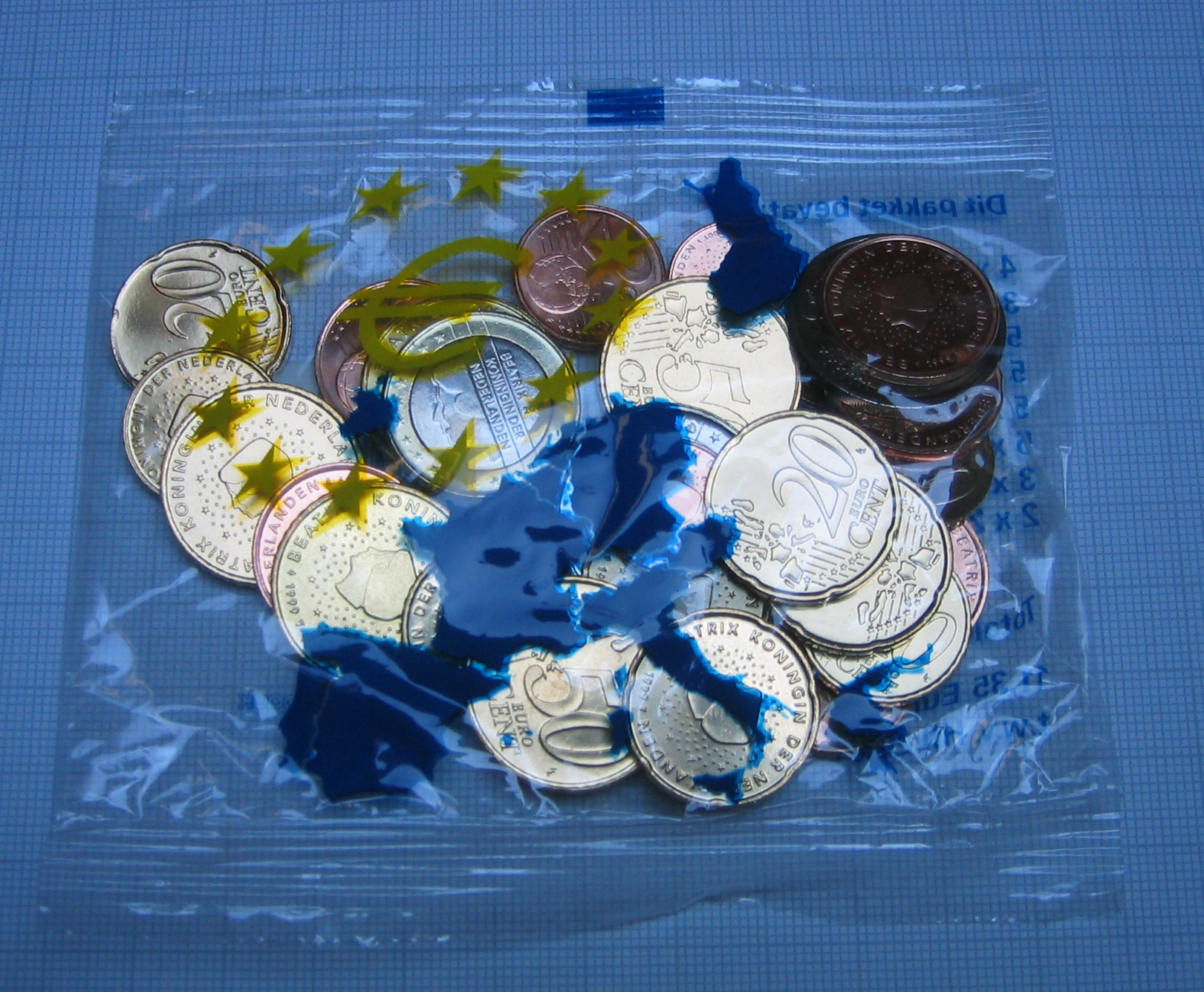
Nederlandse euromunten starter-kit

De Nederlandse euromunten zijn de deels in Nederland ontworpen euromunten. De euro is het gemeenschappelijke geld voor oorspronkelijk twaalf landen binnen de Europese Unie (EU). De euromunten hebben twee zijden: één gemeenschappelijke, Europese zijde die de waarde van de munt vertoont, en een nationale zijde die door het land zelf wordt ontworpen.

## Nederlandse euromunten (1999-2013)
De munten zijn uitgevoerd met twee ontwerpen van Bruno Ninaber van Eyben en werden geslagen door de Koninklijke Nederlandse Munt. Beide ontwerpen bestaan uit een portret van koningin Beatrix. Rondom haar hoofd zijn de twaalf sterren van de EU zichtbaar. Ook is het jaar waarin de munt is geslagen opgenomen.

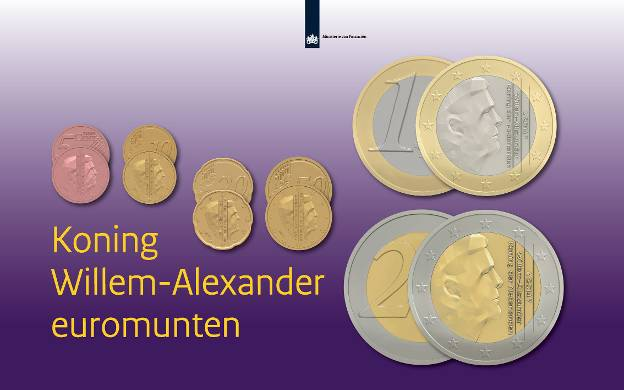

| € 0,01                                                                         | € 0,02                                                                         | € 0,05             |
| ------------------------------------------------------------------------------ | ------------------------------------------------------------------------------ | ------------------ |
| Silhouet van koningin Beatrix, haar titel rondom de rand                       |                                                                                |                    |
| € 0,10                                                                         | € 0,20                                                                         | € 0,50             |
| Silhouet van koningin Beatrix, haar titel rondom de rand                       |                                                                                |                    |
| € 1                                                                            | € 2                                                                            | Rand van €2-munten |
| Silhouet van koningin Beatrix, zoals dat op de vroegere gulden was aangebracht | Silhouet van koningin Beatrix, zoals dat op de vroegere gulden was aangebracht | GOD ZIJ MET ONS    |

## Nederlandse euromunten (2014-heden)
De munten zijn uitgevoerd met twee ontwerpen van Erwin Olaf. Beide ontwerpen bestaan uit een portret van koning Willem-Alexander. Rondom zijn hoofd zijn de 12 sterren van de EU zichtbaar. Ook is het jaar waarin de munt is geslagen opgenomen.
| € 0,01                                                                 | € 0,02                                                                 | € 0,05             |
| ---------------------------------------------------------------------- | ---------------------------------------------------------------------- | ------------------ |
| Portret van koning Willem-Alexander, zijn titel over het portret       |                                                                        |                    |
| € 0,10                                                                 | € 0,20                                                                 | € 0,50             |
| Portret van koning Willem-Alexander, zijn titel over het portret       |                                                                        |                    |
| € 1                                                                    | € 2                                                                    | Rand van €2-munten |
| Portret van koning Willem-Alexander, zijn titel rechts van het portret | Portret van koning Willem-Alexander, zijn titel rechts van het portret | GOD ZIJ MET ONS    |

## Herdenkingsmunten van € 2
- Herdenkingsmunt van 2007: Gemeenschappelijke uitgifte naar aanleiding van de 50ste verjaardag van het Verdrag van Rome
- Herdenkingsmunt van 2009: Gemeenschappelijke uitgifte naar aanleiding van de 10de verjaardag van de Europese Economische en Monetaire Unie
- Herdenkingsmunt van 2011: 500 jaar het boek van Erasmus, de Lof der zotheid of Laus Stultitiae.
- Herdenkingsmunt van 2012: Gemeenschappelijke uitgifte naar aanleiding van de 10de verjaardag van de invoering van de euro
- Herdenkingsmunt van 2013: Aankondiging van de troonswissel op 28 januari
- Herdenkingsmunt van 2013: 200 jaar Koninkrijk der Nederlanden
- Herdenkingsmunt van 2014: Koningsdubbelportret
- Herdenkingsmunt van 2015: Gemeenschappelijke uitgifte naar aanleiding van het 30-jarig bestaan van de Europese vlag
- Herdenkingsmunt van 2022: Gemeenschappelijke uitgifte naar aanleiding van het 35-jarig bestaan van het ERASMUS-programma

## Speciale nationale munten van € 5
- Het Vincent van Gogh Vijfje (2003): Ter gelegenheid van de 150ste geboortedag van Vincent van Gogh.
- De Europamunt (2004): Ter gelegenheid van de uitbreiding van de Europese Unie.
- De Koninkrijksmunt(2004): Nederland, Aruba en de Nederlandse Antillen 50 jaar samen.
- Het Vredes vijfje (2005): 60 jaar vrede en vrijheid.
- Het Australië Vijfje (2006): Ter gelegenheid van 400 jaar vriendschap tussen Nederland en Australië.
- Het Rembrandt Vijfje (2006): Ter ere van de 400ste geboortedag van Rembrandt.
- Het Belasting Vijfje (2006): 200 jaar belasting in dienst van de staat.
- Het Michiel de Ruyter Vijfje (2007): Ter ere van de 400ste geboortedag van Michiel de Ruyter
- Het Architectuur Vijfje (2008): Geslagen omdat Nederland een grote internationale reputatie op het gebied van architectuur heeft. Zowel, in het heden als in het verleden.
- Het Manhattan Vijfje (2009): Ter gelegenheid van de 400-jarige verbondenheid tussen Nederland en Manhattan.
- Het Japan Vijfje (2009): Ter gelegenheid van de 400-jarige handelsrelaties tussen Nederland en Japan.
- Het Max Havelaar Vijfje (2010): 150 jaar terug werd Max Havelaar gepubliceerd.
- Het Waterland Vijfje (2010): Ter gelegenheid van de verbondenheid van Nederlanders met water.
- Het Schilderkunst Vijfje (2011): Ter gelegenheid van Nederland en de schilderkunst.
- Het Muntgebouw Vijfje (2011): Ter gelegenheid van 100 jaar Muntgebouw te Utrecht.
- Het WNF Vijfje (2011): Ter gelegenheid van het 50-jarig bestaan van het Wereld Natuur Fonds.
- Het Tulpen Vijfje (2012): Ter gelegenheid van 400 jaar diplomatieke betrekkingen tussen Nederland en Turkije.
- Het Beeldhouwkunst Vijfje (2012): Ter ere van de Nederlandse beeldhouwkunst.
- Het Grachtengordel Vijfje (2012): Ter gelegenheid van 400 jaar Amsterdamse Grachtengordel (onderdeel van de UNESCO-serie).
- Het Vrede van Utrecht Vijfje (2013): Ter gelegenheid van 300 jaar vrede van Utrecht.
- Het Rietveld Vijfje (2013): Rietveld Schröderhuis (onderdeel van de UNESCO-serie).
- Het Vredespaleis Vijfje (2013): Ter gelegenheid van 100 jaar Vredespaleis.
- Het De Nederlandsche Bank Vijfje (2014): Ter gelegenheid van het 200-jarig bestaan van De Nederlandsche Bank.
- Het Molen Vijfje (2014): De molens van Kinderdijk (onderdeel van de UNESCO-serie).
- Het Waterloo Vijfje (2015): Ter gelegenheid van 200ste verjaardag van de Slag bij Waterloo.
- Het Van Nelle Vijfje (2015): Van Nellefabriek (onderdeel van de UNESCO-serie).
- Het Wadden Vijfje (2016): De Waddenzee (onderdeel van de UNESCO-serie).
- Het Jheronimus Bosch Vijfje (2016): Ter gelegenheid van de 500ste sterfdag van Jheronimus Bosch.
- Het Rode Kruis Vijfje (2017): Ter gelegenheid van het 150-jarig bestaan van het Nederlandse Rode Kruis.
- Het Johan Cruijff Vijfje (2017): Johan Cruijff (onderdeel van de serie Nederlandse sporticonen).
- Het Stelling van Amsterdam Vijfje (2017): De Stelling van Amsterdam (onderdeel van de UNESCO-serie).
- Het Leeuwarden Vijfje (2018): Ter gelegenheid van Leeuwarden, culturele hoofdstad van Europa.
- Het Fanny Blankers-Koen Vijfje (2018): Fanny Blankers-Koen (onderdeel van de serie Nederlandse sporticonen).
- Het Schokland Vijfje (2018): Schokland (onderdeel van de UNESCO-serie).
- Het Wageningen Universiteit Vijfje (2018): Ter gelegenheid van 100ste verjaardag van de oprichting van de Wageningen Universiteit.
- Het Luchtvaart Vijfje (2019): Ter gelegenheid van 100 jaar luchtvaart in Nederland.
- Het Beemster Vijfje (2019): Droogmakerij de Beemster (onderdeel van de UNESCO-serie).
- Het Market Garden Vijfje (2019): Ter gelegenheid van de 75ste verjaardag van Operatie Market Garden.
- Het Jaap Eden Vijfje (2019): Jaap Eden (onderdeel van de serie Nederlandse sporticonen).
- Het 75 jaar vrijheid Vijfje (2020): Ter ere van 75 jaar vrijheid sinds 1945.
- Het Woudagemaal Vijfje (2020): Ir. D.F. Woudagemaal (onderdeel van de UNESCO-serie).
- Het Anton Geesink Vijfje (2021): Anton Geesink (onderdeel van de serie Nederlandse sporticonen).
- Het NOS Jeugdjournaal Vijfje (2021): Ter gelegenheid van het 40-jarig bestaan van het NOS Jeugdjournaal
- Het Verdrag van Maastricht Vijfje (2022): Ter gelegenheid van de 30ste verjaardag van de ondertekening van het Verdrag van Maastricht.
- Het Piet Mondriaan Vijfje (2022): Ter gelegenheid van de 150ste geboortedag van Piet Mondriaan.
- Het Willemstad Vijfje (2023): Willemstad (onderdeel van de UNESCO-serie).
- Het COC Vijfje (2023): Ter gelegenheid van de 50ste verjaardag van de  officiële erkenning van het COC.
- Het KNRM 200 jaar Vijfje (2024): Ter gelegenheid van het 200-jarig bestaan van de Koninklijke Nederlandse Redding Maatschappij (KNRM).
- Het 750 jaar Amsterdam Vijfje (2024): Ter gelegenheid van het 750-jarig bestaan van Amsterdam.
- Het 100 jaar TT Assen Vijfje (2025): Ter gelegenheid van het 100-jarig bestaan van de TT Assen.

## Speciale nationale munten van € 10
- De Huwelijksmunt (2002): Ter gelegenheid van het huwelijk van prins Willem-Alexander & Máxima Zorreguieta.
- De Geboortemunt (2004): Ter gelegenheid van de geboorte van prinses Catharina-Amalia.
- De Jubileummunt (2005): Ter gelegenheid van het 25-jarig koningschap.
- Het Koningstientje (2013): Ter gelegenheid van de inhuldiging van koning Willem-Alexander.
- Het Verjaardagstientje (2017): Ter gelegenheid van de 50ste verjaardag van koning Willem-Alexander.

## Oplagen van de Nederlandse euromunten
De productie van Nederlandse euromunten begon al in 1999, drie jaar voor de daadwerkelijke invoering van de euro.
| Jaar/Waarde | €0.01       | €0.02       | €0.05       | €0.10       | €0.20      | €0.50      | €1.00      | €2.00       |
| ----------- | ----------- | ----------- | ----------- | ----------- | ---------- | ---------- | ---------- | ----------- |
| 1999        | 47.800.000  | 109.000.000 | 213.000.000 | 149.700.000 | 86.500.000 | 99.600.000 | 63.500.000 | 9.900.000   |
| 2000        | 276.800.000 | 122.000.000 | 184.200.000 | 156.700.000 | 67.500.000 | 87.000.000 | 62.800.000 | 24.400.000  |
| 2001        | 179.300.000 | 145.800.000 | 205.900.000 | 193.500.000 | 97.600.000 | 94.500.000 | 67.900.000 | 140.500.000 |
| 2002        | 800.000     | 53.100.000  | 900.000     | 800.000     | 51.200.000 | 80.900.000 | 20.100.000 | 37.200.000  |
| 2003        | 58.100.000  | 151.200.000 | 1.400.000   | 1.200.000   | 58.200.000 | 1.200.000  | 1.400.000  | 1.200.000   |
| 2004        | 113.900.000 | 115.700.000 | 400.000     | 400.000     | 20.500.000 | 300.000    | 300.000    | 300.000     |
| 2005        | 400.000     | 400.000     | 80.400.000  | 300.000     | 300.000    | 300.000    | 200.000    | 200.000     |
| 2006        | 200.000     | 200.000     | 60.100.000  | 100.000     | 100.000    | 100.000    | 100.000    | 100.000     |
| 2007        | 200.000     | 200.000     | 78.600.000  | 200.000     | 200.000    | 200.000    | 100.000    | 100.000     |
| 2008        | 413.000     | 413.000     | 50.413,000  | 363.000     | 363.000    | 363.000    | 288.000    | 288.000     |
| 2009        | 254.000     | 249.000     | 40.299.000  | 209.000     | 209.000    | 209.000    | 149.000    | 149.000     |
| 2010        | 235.000     | 235.000     | 40.100.000  | 202.000     | 202.000    | 202.000    | 166.000    | 166.000     |
| 2011        | 300.000     | 300.000     | 20.300.000  | 200.000     | 200.000    | 200.000    | 200.000    | 3.900.000   |
| 2012        | 400.000     | 200.000     | 10.500.000  | 200.000     | 100.000    | 200.000    | 200.000    | 3.700.000   |